# Zheng Chenggong

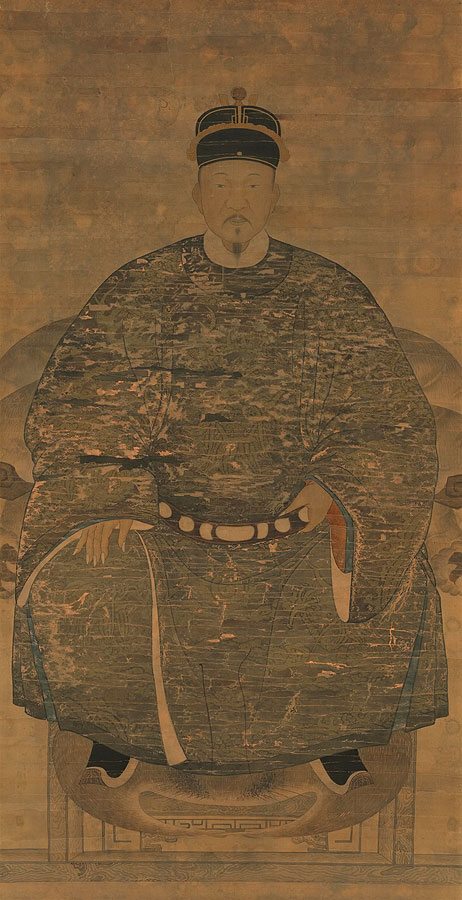
Bildnis von Zheng Chenggong

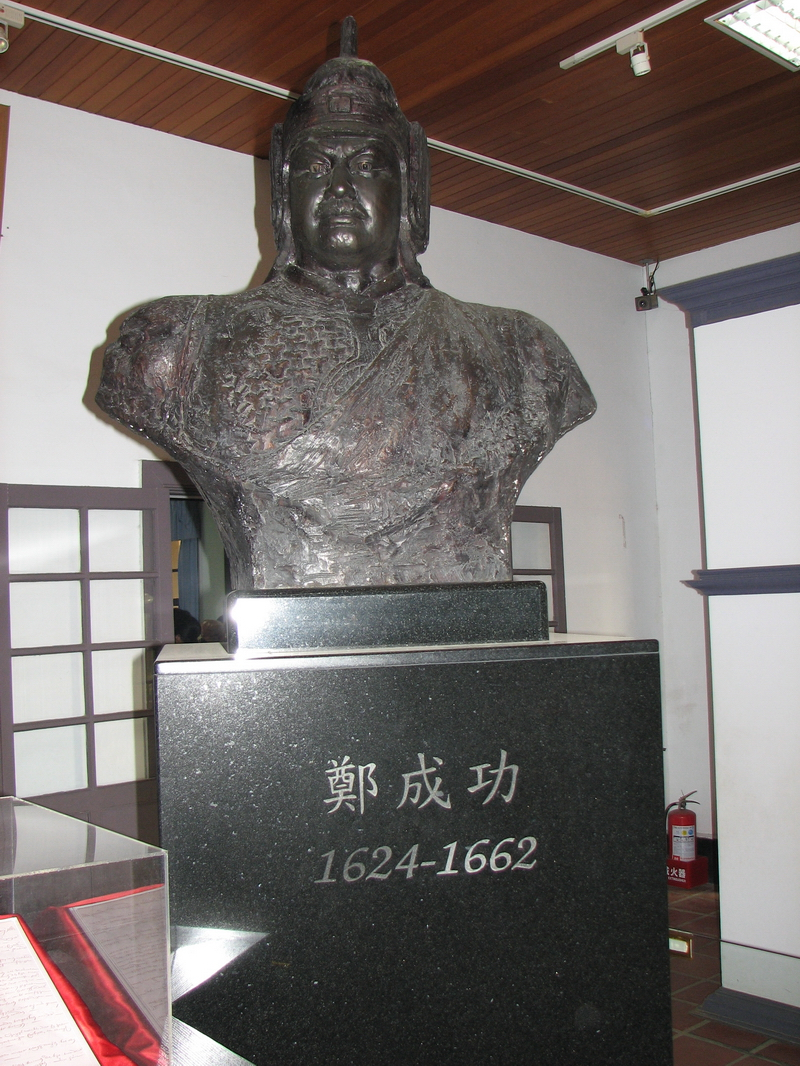
Statue von Zheng Chenggong in Anping, Taiwan

Zheng Chenggong (chinesisch 鄭成功 / 郑成功, Pinyin Zhèng Chénggōng, Tongyong Pinyin Jhèng Chénggong, W.-G. Cheng Ch'eng-kung, Pe̍h-ōe-jī Tēⁿ Sêng-kong; jap. Tei Seikō), meist auch Koxinga (chinesisch 國姓爺 / 国姓爷, Pinyin Guóxìngyé, Tongyong Pinyin Gúosìngyé, Pe̍h-ōe-jī Kok-sèng-iâ/Kok-sìⁿ-iâ; jap. Kokusen’ya, * August 1624 in Hirado, Japan; † 23. Juni 1662 in Tainan auf Taiwan) war ein Armeeführer und Seeräuber zur Zeit des Übergangs der chinesischen Ming- zur Qing-Dynastie. Kurz vor seinem Tod gründete er auf Taiwan das Königreich Dongning.

## Namen
- Vom Kaiser als Belohnung verliehener Familienname: Zhu (朱. Zhu war der Familienname der Ming-Kaiser. Die Verleihung des kaiserlichen Familiennamens galt als besondere Auszeichnung, vergleichbar mit der Aufnahme in die kaiserliche Familie. Verliehen vom Prinz von Tang („Kaiser Longwu“) der Südlichen Ming-Dynastie[1])
- Volkstümlicher Name: Koxinga oder Coxinga ist die in niederländischen Dokumenten benutzte Version der japanischen Lesung Kokusen’ya seines chinesischen Beinamens Guóxìngyé (國姓爺, „Herr mit dem kaiserlichen Familiennamen“).
- Geburtsname: Zheng Sen (鄭森,  Zhèng Sēn)
- Kindheitsname: Fukumatsu (福松; der Name Zhengs, als er als Kind in Japan wohnte)
- Großjährigkeitsname: Damu (大木,  Dàmù)
- Amtlicher Name: „Prinz der Präfektur Yanping und Großer General zur Bekämpfung der Feinde des Kaisers“ (延平郡王招討大將軍), verliehen von Prinz Gui (桂王) der Südlichen Ming-Dynastie

## Leben

### Kindheit
Zheng Chenggongs Eltern waren Zheng Zhilong (鄭芝龍,  Zhèng Zhīlóng, † 1661), ein chinesischer Händler und Pirat, und die Japanerin Tagawa Matsu (japanisch 田川松 oder chinesisch 翁氏, Pinyin Wēngshì, * 1601 † 1646). Er wurde im August 1624 auf der kleinen Insel Hirado, heute Teil der Präfektur Nagasaki, in Japan geboren und lebte dort bis zu seinem siebenten Lebensjahr. Anschließend zog er mit seinen Eltern zurück ins chinesische Quanzhou in der Provinz Fujian.

### Vater
Sein Vater Zheng Zhilong war der Sohn eines kleinen Beamten, welcher nach Macau ging, um dort mit den Europäern Geschäfte zu machen. Er war getauft und erscheint in westlichen Quellen oft unter dem Namen Nicholas Iquan Gaspard oder kürzer als Quon, Iquon, Iquam, Equan usw. 1625 gründete er die Shibazhi (十八芝), einen Zusammenschluss von 18 Personen, die alle das Schriftzeichen zhi (芝) in ihrem Namen führten und sowohl Handel als auch Piraterie betrieben. Für einige Zeit kooperierte er mit der niederländischen Ostindien-Kompanie und setzte den Schiffen der durch die Kämpfe mit den aus dem Norden vordringenden Mandschu (Qing) geschwächten Südlichen Ming schwer zu. Im Jahr 1628 konnten die Ming ihn jedoch für sich gewinnen und ernannten ihn zum Führer der Ming-Flotte. In den folgenden Jahren konnte er seinen Einfluss und Reichtum durch Handel, Schmuggel und Piraterie weiter ausbauen.

### Aufstieg

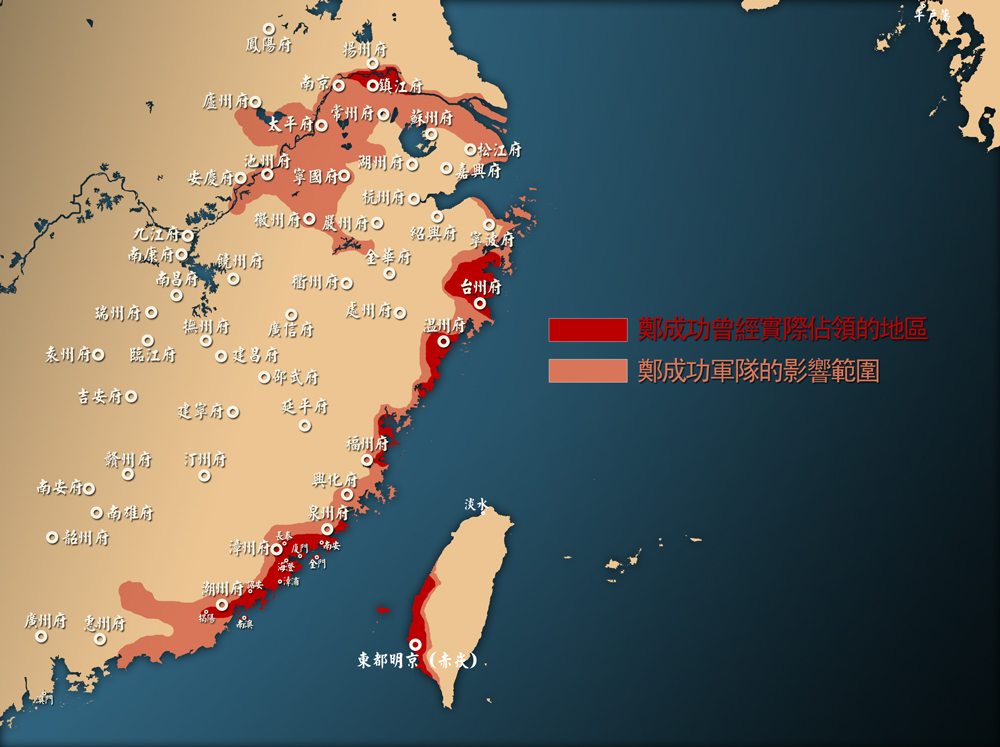
Besetzte Gebiete (rot) und Einflussbereich (rosa) von Koxinga

Im Jahr 1644 verloren die Ming Peking an von Li Zicheng angeführte Aufständische. Nachdem Kaiser Chongzhen sich erhängt hatte, rief der Ming-General Wu Sangui die Mandschu, die sich in den letzten Jahrzehnten zu einer beträchtlichen Militärmacht entwickelt hatten, zu Hilfe und konnte die Stadt zurückerobern. Da den Mandschu nicht an einer Restauration der Ming-Herrschaft gelegen war, setzten sie ihr eigenes Herrschergeschlecht, die Qing, als neue Herrscher über China ein.
Die Herrschaft der Qing über China war anfangs jedoch regional sehr begrenzt, und vor allem südlich des Jangtsekiang versuchten verschiedene Prinzen der Ming sich als Gegenkaiser zu etablieren. Einer von diesen, Longwu, konnte sich mit Hilfe von Zheng Zhilong im Jahr 1645 um Fuzhou festsetzen. Bereits im folgenden Jahr wurde er jedoch von Zheng, der seine Truppen aus Fuzhou zurückzog, an die Qing verraten und getötet. Da diese ihm jedoch misstrauten, nahmen sie ihn als Geisel mit nach Peking, sodass Chenggong zum neuen Herrscher über den Herrschaftsbereich der Zheng wurde.

### Tod der Mutter

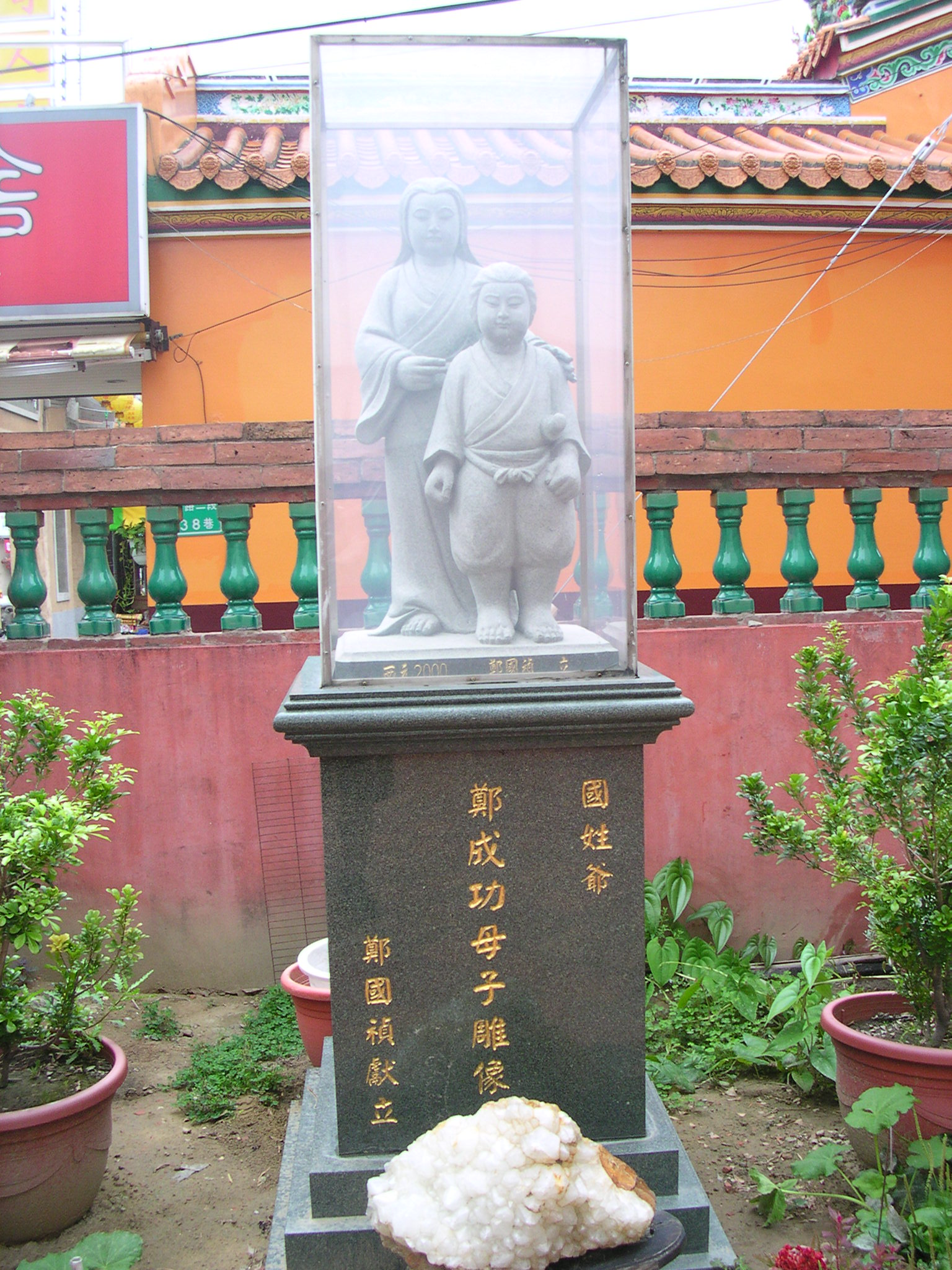
Ahnenschrein für Zheng Chenggong und seine Mutter in Tainan, Taiwan

Nicht lange danach nahmen die Qing Quanzhou ein und Zheng Chenggongs Mutter nahm sich aus Loyalität zur Ming-Dynastie das Leben. Als Zheng Chenggong davon hörte, griff er mit einer Armee die Stadt Quanzhou an und warf die Qing-Truppen zurück. Nach dem Begräbnis seiner Mutter ging er direkt zum konfuzianischen Tempel vor der Stadt. Dort soll er seine konfuzianische Kleidung verbrannt haben und unter Tränen zu Konfuzius gebetet haben: In der Vergangenheit war ich ein guter Konfuzianer und ein guter Sohn. Jetzt bin ich Waise und ohne Kaiser. Ich habe kein Land und keine Heimat. Ich habe geschworen, die Qing-Armee bis zum Ende zu bekämpfen, aber mein Vater hat sich ergeben und ich habe keine andere Wahl als ein treuloser Sohn zu sein. Bitte vergib mir.

### Kampf gegen die Qing
Zheng Chenggong setzte mit der Flotte seines Vaters auch dessen Aktivitäten, Piraterie, Schutzgelderpressung und Handel, fort. Er erhielt durchaus Unterstützung aus der Bevölkerung. Besonders im Sommer, wenn der Fischfang wenig hergab, blieben Seeraub und Schmuggel oft die einzigen Möglichkeiten, den Lebensunterhalt zu bestreiten. Dazu kam der Kampf gegen die Qing, der viele Menschen um ihre Existenzgrundlagen brachte.
Als Mittelsmann der Südlichen Ming ging Zheng Chenggong 1648, 1651, 1658 und 1660 nach Japan, um Unterstützung durch das Tokugawa-Shogunat zu erbitten, die ihm aber nicht gewährt wurde.
Gegen 1655 unterhielt Zheng Chenggong in Fujian 72 Militärstationen und 100.000 bis 170.000 Mann, organisiert durch viele ehemalige Ming-Offiziere. Mit diesen griff er in den Jahren 1658 und 1659 Nanjing an. Die Stadt stand kurz vor dem Fall, als Zheng Chenggongs Armee mitten in Geburtstagsfeierlichkeiten attackiert wurde und eine schwere Niederlage erlitt. 1660 konnte Zheng Chenggong zwar seinen Stützpunkt in Xiamen (Amoy) verteidigen, doch siedelten die Qing hierauf alle Küstenbewohner dieser Provinz ins Landesinnere um, um ihm seine Machtgrundlage zu entziehen.

### Landung auf der „Schönen Insel“
1661 bis 1663 wurde dieser Erlass auf alle Bewohner der Provinzen Fujian, Guangdong und Zhejiang innerhalb von zehn Meilen entlang der Küste ausgeweitet, so dass schließlich sämtliche Küstenstädte und Dörfer verlassen waren. Hierauf ließ Zheng Chenggong durch seinen Sohn den Großteil seiner Truppen vom Festland abziehen. Auf 900 Schiffen setzten 25.000 Mann nach Taiwan über. Von dort gedachte er seine Kräfte zu reorganisieren. Hierzu musste er jedoch die Kontrolle der niederländischen Ostindien-Kompanie über die Insel brechen.

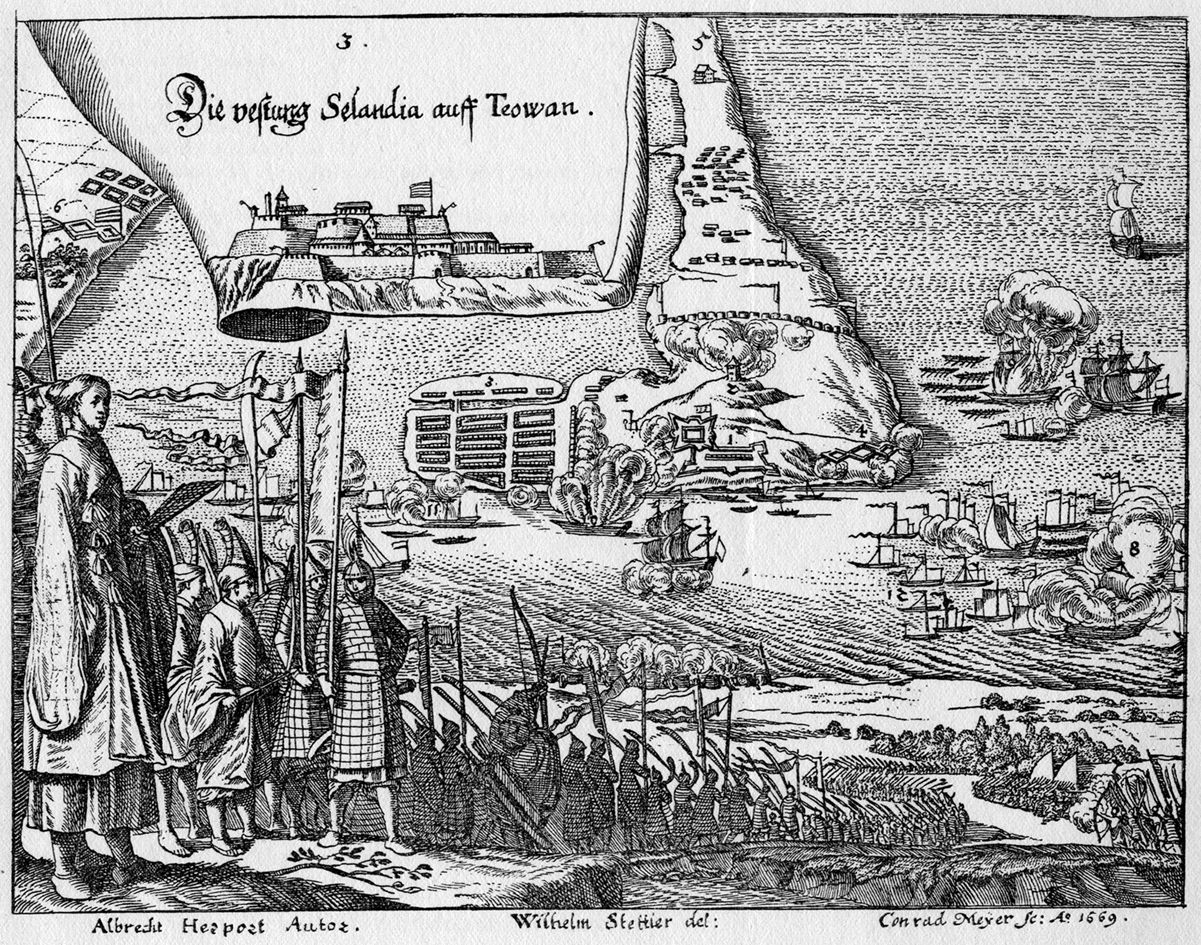
Albrecht Herports Blick auf »Die vestung Selandia auff Teowan«: 1. Die Haupt-Festung Seelandia. 2 Die Rundut. 3. Die Vorstatt oder das Quartier. 4. Das Höltzerne Wammest. 5. Das Wachthauß, der Bokenstall genannt. 6. Die Festung Sicam, vnd die beyligende Vorstatt, oder Quartier, auf Formosa. 7 Die Schlacht zwischen den Chinesen vnd Capitain Petell auff Baxemboy. 8 Das Schiff Hector von Troja. 9. Das Schiff Emmenhorn. 10. Das Schiff Kaukerken. 11. Das Schiff Kurtenhofen. 12. Der Chinesen Kriegs Jonken. Aus: Eine kurtze Ost-Indianische Reiß-Beschreibung (1669)

### Vertreibung der Niederländer
Im Jahr 1661 landete Zheng Chenggong mit seinen Truppen in der Nähe von Lu'ermen und begann mit der Belagerung der Festung Zeelandia, dem Hauptstützpunkt der Niederländer. Dieser lag an der Bucht Taiwan, deren Name später auf die gesamte Insel übertragen wurde. Am 1. Februar 1662 kapitulierte Frederick Coyett, der aus Stockholm stammende lokale Gouverneur der Kompanie, nachdem ihm und der Besatzung freies Geleit zugesichert worden war. Die Kapitulation wurde vom Generalgouvernement in Batavia nicht gut aufgenommen. Coyett entging nur knapp der Hinrichtung und wurde 12 Jahre auf die Banda-Inseln verbannt.
Koxingas Name wurde in Europa besonders durch ein Coyett zugeschriebenes Buch ’t Verwaerloosde Formosa bekannt, das 1675 erschien und zwei Jahre darauf in deutscher Übersetzung bei Endter in Nürnberg: Das verwahrloste Formosa Oder Warhafftige Erzehlung/ Wie durch Verwarlosung der Niederländer in Ost-Indien das Eyland Formosa von dem Chineesischen Mandorin und Seeräuber Coxinja überrumpelt/ bemeistert und überwältigt worden…/ Getreulich beschrieben und ans Liecht gegeben/ Durch C. E. S. [i. e. Coyett Et Socii ?]. Auch Albrecht Herport, ein Schweizer Maler, der als Soldat nach Ostindien ging, bietet in seiner Ost-Indianischen Reiß-Beschreibung (1669) eine eingehende Schilderung.

### Gründung des Königreichs Dongning

Königreich Dongning auf Taiwan

Koxinga nannte seine Eroberung Dongdu (chinesisch 東都), wörtlich Östliche Hauptstadt, und begründete das die Ming unterstützende Königreich Dongning (chinesisch 東寧王國, Pinyin Dōngníng Wángguó, W.-G. Tungning Wangkuo), das auch Königreich Yanping (chinesisch 延平王國) genannt wurde. Er starb am 23. Juni 1662 an Malaria. Sein Sohn und Nachfolger Zheng Jing versuchte, die Machtbasis zu stabilisieren, jedoch blieben die Kräfte beschränkt. Unter permanentem Druck der Mandschu verlor er nach und nach Amoy, Quemoy und auch die Pescadoren. Eine Offensive auf dem Festland scheiterte ebenfalls. Zheng Jing zog sich geschlagen nach Taiwan zurück, wo er 1681 einer Krankheit erlag. Nach internen Auseinandersetzungen wurde sein jüngerer Sohn Zheng Keshuang zum Nachfolger erklärt. Doch schon 1683 erlitten dessen Truppen in der Schlacht von Penghu (Pescadoren) eine entscheidende Niederlage, und Taiwan wurde als Teil der Provinz Fujian dem chinesischen Reich einverleibt.

## Andenken

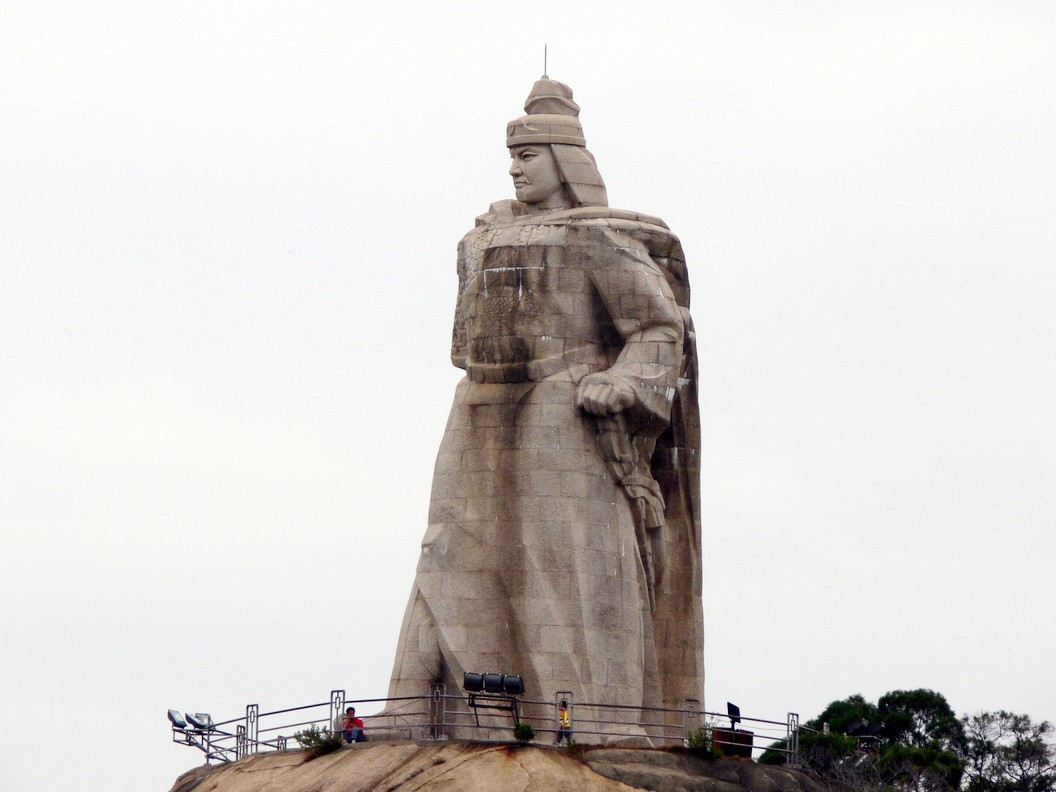
Standbild Koxingas in der Küstenstadt Xiamen (Amoy)

In Tainan auf Taiwan gibt es einen Tempel, der Zheng Chenggong und seiner Mutter gewidmet ist.
In Japan schrieb der berühmte Dichter Chikamatsu Monzaemon (1653–1723) für das Bunraku-Puppentheater das Stück Kokusen’ya Kassen (国性爺合戦, auch 国姓爺合戦), die Kämpfe des Kokusen’ya, das nach seiner Uraufführung in Osaka im Jahre 1715 mit siebzehn Monaten Laufzeit einen überwältigenden Erfolg zeitigte.
Ein Film von 105 Minuten mit dem gleichen Titel Kokusen’ya Kassen wurde 2001 in Kooperation der Volksrepublik China und Japan produziert.
Das Grab von Zheng Chenggong in Nan’an in der Provinz Fujian steht seit 1982 auf der Liste der Denkmäler der Volksrepublik China.
Die auf Taiwan endemische Coxing-Weißbauchratte ist nach Zheng Chenggong benannt.

## Vielfältige Deutung
Zheng Chenggongs familiärer Hintergrund wie auch sein wechselvolles Leben liefern reichlich Materialien für verschiedene historische Einordnungen. Seit der Zeit als Taiwan unter japanischer Herrschaft stand (1895–1945) gilt er besonders in Japan als verbindende Figur zwischen beiden Ländern. In den Geschichtsbüchern der Volksrepublik China hingegen wird er für die Vertreibung der Niederländer und den Beginn der chinesischen Herrschaft über Taiwan gepriesen. In der Kuomintang (Chinesische Nationalpartei) sah man dagegen Parallelen zwischen ihm und Chiang Kai-shek, der sich nach der Auseinandersetzung mit Mao Zedongs Roter Armee mit seinen Truppen auf die Insel zurückzog, um die Wiedereroberung des Festlandes vorzubereiten. Unter den Anhängern eines von China gelösten, eigenstaatlichen Taiwans sind die Gefühle gespalten, doch interpretiert man Zheng Chenggong mehrheitlich als Bewahrer der Unabhängigkeit der Insel. Das Königreich Dongning überlebte zwar nur zwei Jahrzehnte, genießt in diesen Kreisen aber wegen seiner Parallelen zur gegenwärtigen Situation besonderen symbolischen Wert.

## Zeitgenössische Quellen
„'t Verwaerloosde Formosa, of waerachtig verhael, hoedanigh door verwaerloosinge der Nederlanders in Oost-Indien, het eylant Formosa, van den Chinesen mandorijn, ende zeerover Coxinja overrompelt, vermeestert, ende ontweldight is geworden: begrepen in twee deelen: hier zyn by-gevoeght enige aenmerckelyke saken, rakende d'oprechte gront der Sinese wreetheyt en tyranny, gepleeght aen de predicanten, schoolmeesters ende Nederlanders aldaer: met by-gevoeghde authentijke bewijsen / alles getrouwelijk uyt deselve by een vergadert“

„Das verwarloste Formosa Oder Warhafftige Erzehlung/ Wie durch Verwarlosung der Niederländer in Ost-Indien das Eyland Formosa von dem Chineesischen Mandorin und Seerauber Coxinja überrumpelt/ bemeistert und überwältigt worden: Verfasst in zweyen Theilen. In deren I. Gehandelt wird von der Art und Eigenschafft dieses Eylands und der Disciplin desselben Inwohner … II. Von der Chineesen feindlichen Uberkunfft auf des Eyland Formosa … / Getreulich beschrieben und ans Liecht gegeben“

## Film
- Koxinga – General, Seeräuber, Held. (OT: Koxinga: A Hero's Legacy.) Dokumentarfilm, Großbritannien, 2011, 47 Min., Buch und Regie: Sigal Bujman, Produktion: Marc Pingry Productions, National Geographic Channels International, deutsche Erstsendung: 14. September 2013 bei arte, Inhaltsangabe von arte.